# Rubén Fuentes

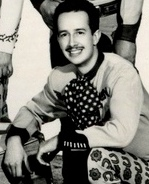
Rubén Fuentes

Rubén Fuentes (Ciudad Guzmán, 15 februari 1926 - 5 februari 2022) was een Mexicaanse muzikant. Hij werd bekend met mariachi-muziek.
Fuentes leerde viool spelen via muziekles van zijn vader, Augustín Fuentes, die violist was tijdens de Mexicaanse Revolutie. Fuentes sloot zich in 1944 aan bij de Mexicaanse band Mariachi Vargas De Tecalitlán als violist en werd hier later arrangeur. Hij componeerde in zijn leven meer dan 300 werken, waarvan de bekendste El son de la negra, Cien años en La Bikina zijn.